# Muki Doki
A Muki Doki (eredeti cím: Doctor Snuggles) holland–angol televíziós rajzfilmsorozat, amelyet Joop Visch rendezett. A forgatókönyvet Jeffrey O'Kelly és Richard Carpenter írta, a producerei Joop H. Visch voltak, a Polyscope Production készítette. Hollandiában az AVRO vetítette, az Egyesült Királyságban az ITV és a Channel 4 sugározta, Kanadában a TVO tűzte műsorra, Ausztráliában az ABC mutatta be, Magyarországon a Magyar Televízió 1 adta le.

## Szereplők
- Muki Doki (Doctor Snuggles) – A főhős, aki egy doktor, és egy ugráló boton közlekedik.
- Torzon (Dennis)
- Norbi (Nobby)
- Csípősné (Miss Nettles)
- Egyemaszíved Pléhhusi (Mathilda Junkbottom)
- Rozoka Riki (Ricketty Rik)
- Paravion (Coot Boot)
- Stanicli Tanti (Granny Toots)
- Tejút Lefetyelő (The Cosmic Cat)
- Woogie (Woogie)
- Vili (Willy)
- Karcsi (Charlie)
- Ecet Palacki Savanyáné (Winnie Vinegar Bottle)
- Bill bácsi (Uncle Bill)
- Smaragd professzor (Professor Erasmus Emerald)
- Ultimo (Horner)
- Hugó (Hugo)
- Kacsakobak (Duckhead Umbrella)
- Lapaj és Sebaj (Benjy and Freddy)

## Magyar hangok
| Szereplő               | Magyar hang              | Magyar hang         |
| Szereplő               | teljes epizódként (1992) | két filmként (1995) |
| Főszereplő             | Főszereplő               | Főszereplő          |
| ---------------------- | ------------------------ | ------------------- |
| Muki Doki              | Pusztaszeri Kornél       | Makay Sándor        |
| További szereplők      |                          |                     |
| Torzon                 | Schnell Ádám             | Balázsi Gyula       |
| Bill bácsi             | Schnell Ádám             | Laklóth Aladár      |
| Norbi                  | Némedi Mari              | Józsa Imre          |
| Csípősné               | Némedi Mari              | Czigány Judit       |
| Stanicli Tanti         | Némedi Mari              | Koffler Gizi        |
| Ecet Palacki Savanyáné | Némedi Mari              | Némedi Mari         |
| Tejút lefetyelő        | Némedi Mari              | Csere Ágnes         |
| Paravion               | Bardóczy Attila          | Csere Ágnes         |
| Rozoga Riki            | N/A                      | Orosz István        |
| Vili                   | N/A                      | Orosz István        |
| Karcsi                 | N/A                      | Szokol Péter        |
| Smaragd professzor     | N/A                      | Szokol Péter        |
| Hugo                   | N/A                      | Szokol Péter        |

- További magyar hangok (1992-es magyar változat, teljes epizódban): Bardóczy Attila, Némedi Mari, Riha Zsófi, Schnell Ádám, Zalán János
- További magyar hangok (1995-ös magyar változat, két filmben): Balázsi Gyula, Czigány Judit, Dudás Eszter, Faragó József, Koffler Gizi, Laklóth Aladár, Némedi Mari, Orosz István, Szokol Péter

## Epizódok
1. Egyemaszíved Pléhhusi, a szuper házicseléd (The Fabulous Mechanical Mathilda Junkbottom)
2. ? (The Astounding Treacle Tree)
3. ? (The Spectacular Rescue of Miss Nettles)
4. Utazás a gilisztamobillal (The Unbelievable Wormmobile Adventure)
5. A szenzációs léghajó verseny (The Sensational Balloonrace)
6. A bűvös színes gyémánt (The Magical Multi-Coloured Diamond)
7. Ecetpalacki Savanyáné félresikerült varázslata (The Fearful Miscast Spell of Winnie the Witch)
8. A félénk folyó (The Remarkable Fidgety River)
9. Bonyodalmak Torzon, a borz körül (The Extraordinary Odd Dilemma of Dennis the Badger)
10. A bűvös ládika (The Wondrous Powers of the Magic Casket)
11. A betolakodók (The Turn of Events with the Unwelcome Invaders)
12. Madárvilág a tojásbolygón (The Great Disappearing Mystery)
13. Norbi, az egérkirály (The Amazing Reflective Myth)